# Skurups samrealskola
Skurups samrealskola var en realskola i Skurup verksam från 1917 till 1960.

## Historia
Två privata skolor inrättade på 1890-talet slogs 1902 samman och bildade Skurup privata elementarskola, från 1906 Skurups samskola. Denna ombildades 1 januari 1917 till en kommunal mellanskola, vilken ombildades från 1931 successivt till Skurps samrealskola.
Realexamen gavs från 1918 till 1960.